# Смардув
Смардув (пол. Smardów) — село в Польщі, у гміні Пшиґодзиці Островського повіту Великопольського воєводства.
Населення — 222 особи (2011).
У 1975-1998 роках село належало до Каліського воєводства.

## Демографія
Демографічна структура станом на 31 березня 2011 року:
|          | Загалом | Допрацездатний вік | Працездатний вік | Постпрацездатний вік |
| -------- | ------- | ------------------ | ---------------- | -------------------- |
| Чоловіки | 111     | 30                 | 69               | 12                   |
| Жінки    | 111     | 26                 | 63               | 22                   |
| Разом    | 222     | 56                 | 132              | 34                   |